# Mangroves des Sundarbans
Localisation
Les mangroves des Sundarbans forment une écorégion terrestre de l'écozone indomalaise définie par le Fonds mondial pour la nature (WWF), qui constitue le plus grand représentant du biome des mangroves de la planète. Elles sont, à ce titre, incluses dans la liste « Global 200 » qui distingue les écosystèmes remarquables au niveau biologique et prioritaire en matière de conservation. L'écorégion s'étend dans le vaste delta formé par la confluence des fleuves Brahmapoutre, Gange et Meghna, entre le Bangladesh et l'état indien du Bengale occidental. Le nom de Sundarbans dérive de la plante dominante de l'écosystème, le « sundari »  (Heritiera fomes). C'est également un habitat important du célèbre tigre du Bengale (Panthera tigris tigris), qui chasse ses proies en nageant d'île en île.